# Ortonormal
I matematikken siger man, at to vektorer er ortonormale, hvis det er ortogonale enhedsvektorer.
I planet R² og rummet R³ er det indre produkt typisk underforstået at være prikproduktet, så her kaldes to vektorer v og w ortonormale, hvis
- {\displaystyle \Vert \mathbf {v} \Vert ={\sqrt {\mathbf {v} \cdot \mathbf {v} }}=1} og {\displaystyle \Vert \mathbf {w} \Vert =1},
- {\displaystyle \mathbf {v} \cdot \mathbf {w} =0}.

Helt generelt kaldes to vektorer v, w i et indre produkt-rum V ortonormale, hvis
- {\displaystyle \Vert \mathbf {v} \Vert ={\sqrt {\langle \mathbf {v} ,\mathbf {v} \rangle }}=1} og {\displaystyle \Vert \mathbf {w} \Vert =1},
- {\displaystyle \langle \mathbf {v} ,\mathbf {w} \rangle =0}.

Her kan første betingelse udskiftes af den ækvivalente betingelse <v, v> = <w, w> = 1.

Hvis B = {v1, v2, ..., vn} er en basis for et indre produkt-rum V, kaldes B en ortonormalbasis (evt. en ortonormal basis), hvis alle vektorene i B er indbyrdes ortonormale. Dvs. <vi, vi> = 1 for alle i, og <vi, vj> = 0 for alle i ≠ j. Eller endnu kortere: <vi, vj> = δij, hvor δij er Kroneckers deltafunktion.
Som et eksempel på en ortonormalbasis kan nævnes enhedsvektorerne i, j og k i rummet R³, mht. prikproduktet.